# Милан Личина
Милан Личина (Чађавица Доња, код Босанског Новог, 1917 — Јошавка Доња, код Челинца, 31. март 1942) био је учесник Народноослободилачке борбе и народни херој Југославије.

## Биографија
Рођен је 1917. године у селу Чађавица Доња, код Босанског Новог. Потицао је из сиромашне сељачке породице. Основну школу завршио је у оближњем селу Великој Рујишкој. Пошто је био најбољи ђак у својој генерацији, родитељи су га, на наговор учитеља, уписали у Грађанску школу у Босанском Новом. Иако је био у веома тешким материјалним условима, успео је ову школу да заврши са одличним успехом. Потом се уписао у Трговачку академију у Бања Луци, обезбеђујући, поучавањем слабих ђака, средства за школовање.
Током учења Трговачке академије, приступио је омладинском револуционарном покрету. Временом је бивао све активнији, а преко школских распуста политички је деловао у родном крају. На његову иницијативу у Великој Рујишкој је основана библиотека „Сељачког кола”, око које се формирао актив напредних сељака и омладинаца. После завршетка Трговачке академије, наставио је, као ванредни студент, Високу економско-комерцијалну школу у Загребу. Године 1937. се запослио у Крушевцу, и ту остао све до 1940. године, када је отишао на одслужење војног рока.
Војни рок је служио у Мостару, где га је затекао и почетак Априлског рата, 1941. године. Након брзе капитулације Југословенске војске, успео је да избегне заробљавање и да се врати у родни крај. Ту се повезао са Месним комитето КПЈ за Босански Нови, који га је укључио у припреме устанка у овом крају.
Милан је око себе окупио неколико група поузданих људи из околних села, а 31. јула 1941. године је устанике повео у напад на Рудице, оглашавајући тако почетак оружане борбе у овом делу Подгрмеча. Од тада је неуморно радио на учвршћењу устаничке организације, супротстављајући се појавама колебања у време разбијања устаничког фронта од надмоћних непријатељских снага, а затим покушајима италијанског окупатора и прочетничких елемената да разбију устанак. Октобра 1941. године примљен је у чланство Комунистичке партије Југославије (КПЈ).
У јесен 1941. постао је заменик командира, а одмах потом и командир Новске партизанске чете. Од новембра 1941. године био је члан Среског комитета КПЈ за срез Босанска Крупа. Иако је био командир чете и члан Среског комитета учествовао је у многим оружаним акцијама и увек се налазио у првим редовима, као и у јуришима. Почетком марта 1942. године Милан је био распоређен на дужност секретара у Оперативном штабу НОП одреда за Босанску крајину. Потом је, по задатку, био упућен у Штаб Четвртог крајишког партизанског одреда, у село Јошавку, у централној Босни, где се тада на лечењу налазио рањени др Младен Стојановић, начелник Оперативног штаба НОП одреда за Босанску Крајину.
Милан се у Јошавки затекао и у време четничког пуча Раде Радића у Четвртом крајишком партизанског одреда, у ноћи 1/2. априла. Одмах по добијању вести о пучу, Милан се из основне школе у Горњој Јошавки, где се налазила болница и Штаб одреда, упутио ка кући Данила Вуковића, где се налазио рањени Младен Стојановић. Када се приближио кући, Милан је видео да су четници унутра и припуцао је на њих. Када су му они одговорили ватром, Милан се повукао и у близини куће упао у четничку заседу и страдао.
Читава Миланова породица је учествовала у Народноослободилачком покрету (НОП) — отац Боривој и браћа су се борили у партизанима.
Указом Председништва Антифашистичког већа народног ослобођења Југославије (АВНОЈ) 26. јула 1945. постхумно је одликован Орденом заслуга за народ другог реда. Указом председника Федеративне Народне Републике Југославије Јосипа Броза Тита, 24. јула 1953. године, проглашен је за народног хероја.